# Glomera rubroviridis
Glomera rubroviridis är en orkidéart som beskrevs av Johannes Jacobus Smith. Glomera rubroviridis ingår i släktet Glomera och familjen orkidéer. Inga underarter finns listade i Catalogue of Life.